# Praça da Bandeira (logradouro do Rio de Janeiro)

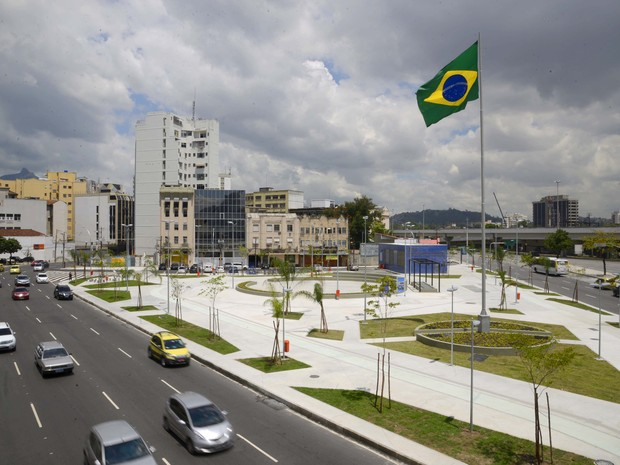
A Praça da Bandeira em 2015.

A Praça da Bandeira é uma praça situada no bairro da Praça da Bandeira, na Zona Norte da cidade do Rio de Janeiro. Localiza-se no encontro da Radial Oeste com a Rua Teixeira Soares.
O logradouro é conhecido como Praça da Bandeira por existir uma Bandeira do Brasil permanentemente hasteada em seu interior. A praça fica onde, durante meados do século XIX, funcionou o Matadouro da Cidade do Rio de Janeiro, posteriormente transferido para o bairro carioca de Santa Cruz.

## História

### Reservatório de águas pluviais

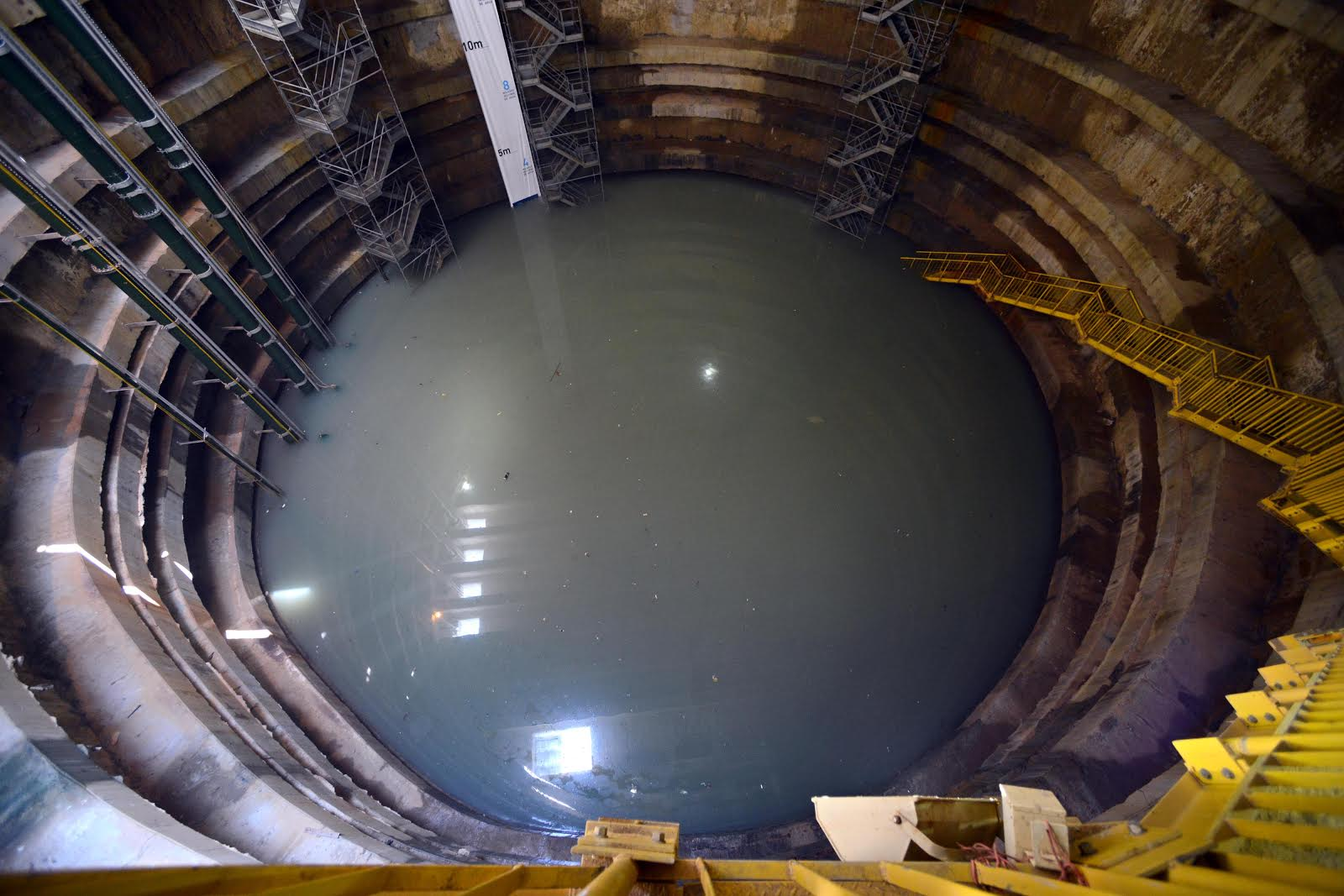
Interior do reservatório de águas pluviais da Praça da Bandeira, em 2013.

No dia 29 de dezembro de 2013, o então prefeito carioca Eduardo Paes inaugurou um reservatório de águas pluviais, popularmente conhecido como "piscinão", construído sob a praça com a finalidade de reservar a água de chuvas fortes, acumulando os volumes e amortecendo os picos das vazões (volume/tempo), evitando assim transbordamento de rios do entorno e enchentes. Com capacidade para armazenar até 18 milhões de litros de água, o reservatório possui 20 metros de profundidade útil e 35 metros de diâmetro. Toda a água que passa pela rede de águas pluviais do entorno da praça segue para o reservatório e, conforme a capacidade da rede de drenagem, os volumes são liberados por bombeamento.

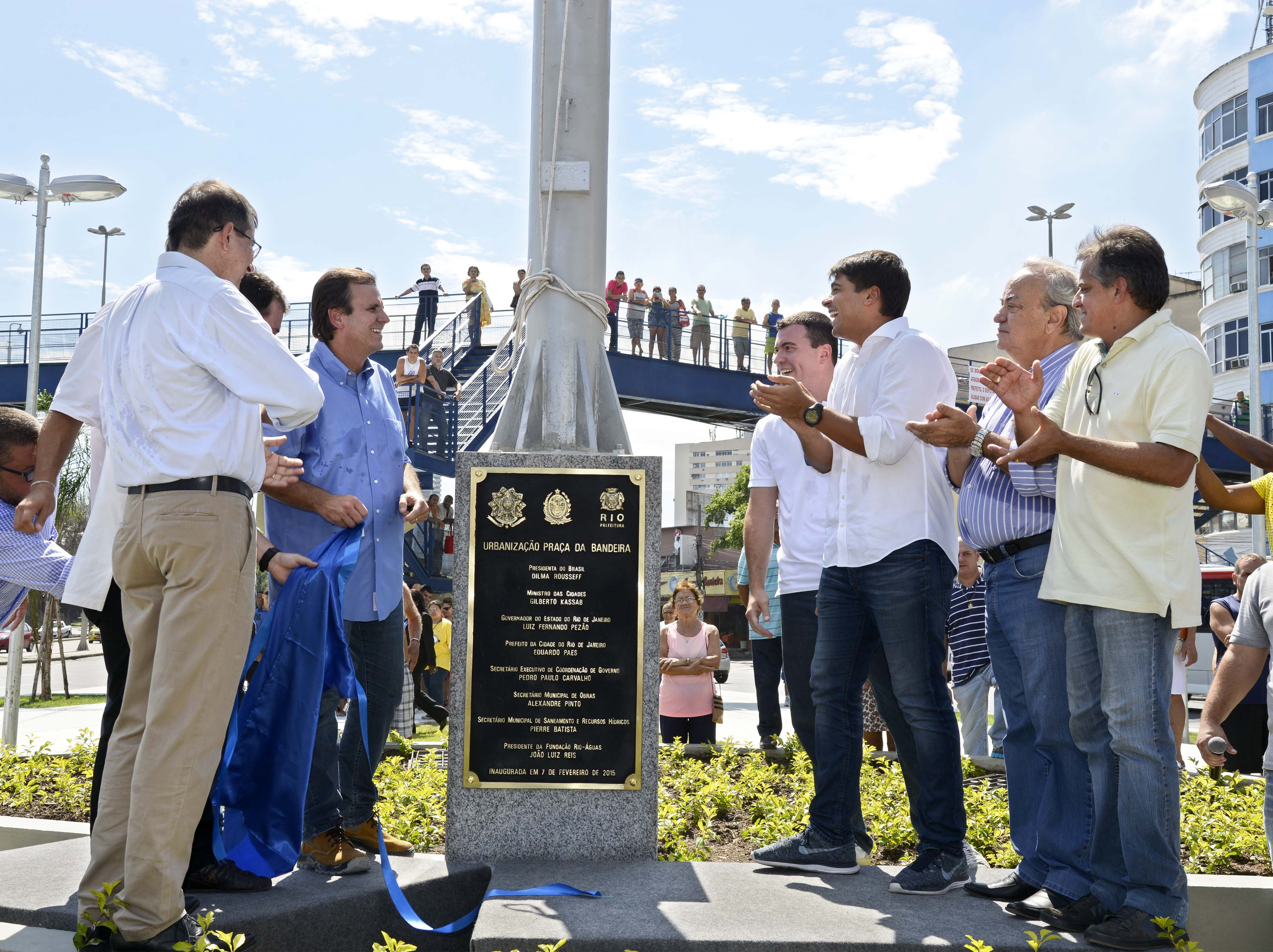
Cerimônia de inauguração da nova urbanização da Praça da Bandeira, em 2015.

O "piscinão" da Praça da Bandeira foi construído no âmbito do Programa de Controle de Enchentes da Grande Tijuca, elaborado com a finalidade de evitar enchentes nos bairros da Grande Tijuca. Outros quatro reservatórios, sendo um localizado sob a Praça Varnhagen e os outros três situados sob a Praça Niterói, foram inaugurados posteriormente também no âmbito do referido programa. Após a inauguração do reservatório, a área da praça foi usada durante alguns meses como um canteiro de obras que deu suporte às construções dos demais reservatórios do programa de prevenção de enchentes.

### Nova urbanização
Devido à construção do reservatório de águas pluviais, a Praça da Bandeira precisou ficar interditada por mais de dois anos. Pouco mais de um ano após a inauguração do "piscinão", as obras de urbanização da praça foram entregues à população no dia 7 de fevereiro de 2015 em cerimônia que contou com a presença do prefeito Eduardo Paes e com o hasteamento da bandeira nacional. Com as obras, o logradouro passou a contar com academia da terceira idade, bancos novos, canteiro arborizado, circuito de 212 metros para caminhada, nova iluminação e rinque de patinação de 450 m².

## Pontos de interesse
Os seguintes pontos de interesse situam-se nas redondezas da Praça da Bandeira:
- Agência do Instituto Nacional do Seguro Social (INSS)
- Escola Nacional de Circo (ENC)
- Estação Praça da Bandeira do Sistema SuperVia
- Sede da Associação de Basquete de Veteranos do Rio de Janeiro (ABVRJ)
- Centro de Saúde Veiga de Almeida (CSVA)
- Centro tecnológico da Fundação Brasileira de Tecnologia da Soldagem (FBTS)
- Sede da Irmandade Espiritualista Verdade Eterna (IEVE)